# 아에로플로트 593편 추락 사고
아에로플로트 593편 추락 사고(러시아어: Проишествие Низвержение Аэрофлот 593)는 1994년 3월 23일 러시아 모스크바 셰레메티예보 국제공항을 출발해 홍콩 카이탁 공항으로 가던 아에로플로트 593편(기종 : 에어버스 A310-300)이 조종사 과실 (모스크바 지역 통과 후 교대 기장인 야로슬라프 쿠드린스키가 자신의 아들인 엘다에게 조종간을 넘긴 뒤 아들 엘다가 조종간의 기수를 올린 순간 오토파일럿(자동조종장치)이 해제되었음에도 기장과 부기장이 그 사실을 알아차리지 못하고 그 후 비행기는 조종능력 상실 후 추락함)로 인하여 메즈두레첸스크 동부 20km 지점에 추락한 사고로 75명 전원이 사망하였다.

## 매체
이 사고는 2005년 내셔널지오그래픽의 항공사고수사대 시즌 3에서 '10대 소년이 부른 참사'라는 제목으로 소개된 적 있고 대한민국에서는 2015년 8월 30일 MBC 신비한TV 서프라이즈에서도 다룬 적이 있으며 2019년 9월 21일 KBS JOY의 예능 프로그램 차트를 달리는 남자 '어이상실 황당한 실수를 한 사람들'편에서 1위에 랭크되었다.

## 같이 보기
- 아에로플로트의 사건 및 사고